# Coenraad Cuser

Wapen van Coenraad Cuser, heer van Oosterwijk

Coenraad Cuser (ca. 1325 - voorjaar 1407), heer van Oosterwijk, Amstelveen, Sloten, Osdorp en Schoterbosch. rentmeester 1354 en baljuw van Amstelland 1368 en 1370 en van Rijnland 1380 en 1383, ambachtsheer van Amstelveen, houtvester van Holland 1397, kastelein van Teilingen 1400, raad van hertog Albrecht, verbannen 1403.

## Familie
Coenraad Cuser werd geboren als zoon van Willem Cuser en Ida van Oosterwijk. Hij trouwde Clementia, vrouwe van Sloten en Osdorp, dochter van Gerrit Boelen.
Kinderen:
- Willem Cuser, meesterknaap, in 1392 samen met Aleid van Poelgeest in Den Haag werd vermoord door of in opdracht van edelen uit de Hoekse factie. Hij is kinderloos overleden en zijn ouderlijke goederen kwamen aan zijn zuster.
- Ida Cuser, die huwde met Jan van Foreest.